# Quirusillas (gemeente)
Quirusillas is een gemeente (municipio) in de Boliviaanse provincie Florida in het departement Santa Cruz. De gemeente telt naar schatting 3.844 inwoners (2018). De hoofdplaats is Quirusillas.